# Mycteroperca venenosa
Mycteroperca venenosa är en fiskart som först beskrevs av Carl von Linné 1758.  Mycteroperca venenosa ingår i släktet Mycteroperca och familjen havsabborrfiskar. IUCN kategoriserar arten globalt som nära hotad. Inga underarter finns listade i Catalogue of Life.